# De fallnas tro
De fallnas tro är den fjortonde fantasyromanen i bokserien Sanningens svärd, skriven av Terry Goodkind. Denna bok utgör den första halvan av det engelskspråkiga originalverket Faith of the fallen.